# Estación 8 PLMB
La Estación 8 de la PLMB será una de las estaciones que forman parte del Metro de Bogotá, pertenecerá a la Línea 1 actualmente en construcción. Se ubicará en la localidad de Puente Aranda al suroccidente de Bogotá.

## Ubicación
La estación estará ubicada en el suroccidente de la ciudad, más específicamente sobre la Avenida Primero de Mayo con Carrera 50. Se accederá a ella a través de dos edificios laterales paralelos a la Avenida Primero de Mayo a los cuales se accede al nivel del suelo.
Atenderá la demanda de los barrios Remanso, Alcalá y sus alrededores. En las cercanías se encuentra el parque El Remanso.

## Origen del nombre
La estación recibe su nombre temporal de la numeración realizada en la etapa de diseño de la primera línea del metro de Bogotá para cada una de las 16 estaciones que la componen. Se espera que el nombre definitivo sea elegido por la comunidad antes de ser puesta en funcionamiento la estación de la misma manera como se ha realizado con las más recientes estaciones de TransMilenio.

## Historia
En 2016 se dio a conocer el diseño de las estaciones de la primera línea del metro de Bogotá. La licitación inició en el año 2018 y finalmente fue adjudicada la construcción en el año 2019 la cual inició en el 2020.

## Servicios de la estación
Además de servir como plataforma para acceso a los trenes de la primera línea del metro de Bogotá, la estación contará con servicios adicionales como cicloparqueaderos, baños públicos, áeras comerciales de ingreso libre, entre otros:

### Esquema de la estación
| Nivel 3                                            |                   |              |                 |  |  |  |                 |                 |                 |
| Plataforma norte las puertas se abren a la derecha |                   |              |                 |  |  |  |                 |                 |                 |
| ← Occidente Hacía la Estación 7                    |                   |              |                 |  |  |  |                 |                 |                 |
| Oriente Hacía la Estación 9 →                      |                   |              |                 |  |  |  |                 |                 |                 |
| Plataforma sur las puertas se abren a la derecha   |                   |              |                 |  |  |  |                 |                 |                 |
|                                                    |                   |              |                 |  |  |  |                 |                 |                 |
|                                                    |                   |              |                 |  |  |  |                 |                 |                 |
| Nivel 2                                            |                   |              |                 |  |  |  |                 |                 |                 |
|                                                    |                   | Área técnica |                 |  |  |  |                 |                 |                 |
|                                                    |                   |              |                 |  |  |  |                 |                 |                 |
|                                                    |                   |              |                 |  |  |  |                 |                 |                 |
|                                                    |                   |              |                 |  |  |  |                 |                 |                 |
|                                                    |                   |              |                 |  |  |  |                 |                 |                 |
|                                                    |                   |              |                 |  |  |  |                 |                 |                 |
| Nivel 1                                            |                   |              |                 |  |  |  | Espacio público | Espacio público | Espacio público |
| Nivel 1                                            | Cicloparqueaderos |              |                 |  |  |  |                 |                 |                 |
| Nivel 1                                            |                   |              |                 |  |  |  |                 |                 |                 |
| Nivel 1                                            |                   |              |                 |  |  |  |                 |                 |                 |
| Nivel 1                                            |                   |              | Espacio público |  |  |  |                 |                 |                 |